# Bottapotamon yonganense
Bottapotamon yonganense е вид ракообразно от семейство Potamidae.

## Разпространение
Видът е разпространен в Китай (Фудзиен).